# Paravilla acutula
Paravilla acutula är en tvåvingeart som beskrevs av Hall 1981. Paravilla acutula ingår i släktet Paravilla och familjen svävflugor. Inga underarter finns listade i Catalogue of Life.